# 布奇诺
布奇诺（義大利語：Buccino），是意大利萨莱诺省的一个市镇。总面积65.48平方公里，人口5450人，人口密度83.2人/平方公里（2009年）。ISTAT代码为065017。